# Octavio Ocaña
Octavio Augusto Pérez Ocaña (Villahermosa, Tabasco, 7 de noviembre de 1998-Cuautitlán Izcalli, Estado de México, 29 de octubre de 2021) fue un actor y comediante mexicano. Es recordado por haber interpretado al personaje de Benito Rivers, en la serie Vecinos (2005).

## Biografía y carrera
Octavio Augusto Pérez Ocaña nació el 7 de noviembre de 1998 en Villahermosa, Tabasco, México, hijo de Octavio Pérez y Ana Lucía Ocaña. Antes de saltar a la fama, participó como extra en el programa En familia con Chabelo, en la sección Chiquillos y Chiquillas. En 2005 y con 6 años de edad, comenzó a interpretar a «Benito Rivers», personaje del sitcom Vecinos producido por Televisa. Este papel dentro del programa lo mantuvo hasta su fallecimiento en 2021.
Dos años después, en 2007, participó en la telenovela Lola, érase una vez. En 2008, tuvo su primera participación en una película teniendo una aparición en la cinta Amor letra por letra y al año siguiente, en 2009, protagonizó la serie de televisión Hermanos y detectives.
Después de dedicarse a la televisión, le dio pausa a su carrera actoral en 2010, para dedicarse en sus estudios y al fútbol, las cuales por motivos ajenos abandonó. En el 2012, realizó una actuación especial en la película El fantástico mundo de Juan Orol. Su regreso definitivo a la actuación y a la televisión fue en 2017, durante el segundo período de Vecinos, en el final de la cuarta temporada, en el episodio «La separación».
A finales de 2020 e inicios de 2021, realizó una participación especial en la telenovela La mexicana y el güero.

## Muerte
El 29 de octubre de 2021, Ocaña falleció a los 22 años de edad en Cuautitlán Izcalli, en el Estado de México, tras una persecución policíaca en la autopista Chamapa-Lechería, en la cual recibió un impacto de bala, impacto que, de acuerdo con las investigaciones de la Fiscalía General de Justicia del Estado de México, habría sido disparado accidentalmente por el mismo actor cuyo cuerpo dio positivo a alcohol y tetrahidrocannabinol en el examen toxicológico que se le aplicó. Los seguidores y usuarios de internet se han unido a la protesta llamada «Justicia para Octavio», pues los videos disponibles en internet que muestran la muerte del actor han abierto dudas sobre los informes oficiales. Tras un mes y un par de semanas del fallecimiento del actor, la familia brindó declaraciones donde, de acuerdo a su propio peritaje, descartaron la posibilidad de que Octavio se haya disparado accidentalmente.
En septiembre de 2022, la Fiscalía del Estado de México, logró la vinculación a proceso de un policía involucrado en la muerte del actor, por los delitos de Homicidio y abuso de autoridad. En octubre, la misma Fiscalía anunció que solicitará a la Interpol la emisión de una ficha roja para localizar al policía que continúa prófugo de la justicia.
De acuerdo a un peritaje independiente, Ocaña fue sometido junto a sus acompañantes, y ejecutado cuando se encontraba acostado sobre la carpeta asfáltica. En mayo de 2023, el padre de Octavio anunció que la Fiscalía del Estado de México reclasificó el homicidio de culposo a doloso.
El 19 de diciembre de 2023, Leopoldo Azuara de la Luz fue condenado a 20 años y 9 meses de prisión por los delitos de abuso de autoridad y homicidio simple. Según lo expuesto, Octavio circulaba a exceso de velocidad en su vehículo, lo que provocó una persecución. Durante esta, Leopoldo Azuara y Gerardo Rodríguez García —quienes se desempeñaban como policías municipales— dispararon contra el automóvil de Ocaña. Como resultado, el actor perdió el control del vehículo y falleció a causa de una lesión provocada por arma de fuego.
El 25 de mayo de 2025, la Fundación Lexpro informó mediante un comunicado que el otro policía municipal, Gerardo Rodríguez García, había sido capturado en Tuxpan, en el estado de Veracruz, donde Rodríguez había cambiado su apariencia para evitar su detención. Igualmente el evento fue informado a la familia de Ocaña.

### Funeral
El 30 de octubre de 2021, se llevó a cabo el funeral del actor en la agencia funeraria Gayosso Santa Mónica en Tlalnepantla de Baz, en el estado de México, para ser trasladado al día siguiente a su ciudad natal Villahermosa, Tabasco, y ser finalmente sepultado el 1 de noviembre de 2021 en el Recinto Memorial de Villahermosa.

## Filmografía

### Televisión
| Año       | Título                 | Personaje                | Notas                                       |
| --------- | ---------------------- | ------------------------ | ------------------------------------------- |
| 2005      | En Familia Con Chabelo | Él mismo                 | Segmentos: «Chiquillos y chiquillas».       |
| 2005-2021 | Vecinos                | Benito Rivers            | Rol principal, 195 episodios.               |
| 2007      | Lola, érase una vez    | Otto Von Ferdinand       | Rol principal, 224 episodios.               |
| 2007      | La familia P. Luche    | Benito Rivers            | Episodio: «Niños de oro».                   |
| 2009      | Hermanos y detectives  | Lorenzo Montero          | Rol principal, 13 episodios.                |
| 2009      | Adictos                | Rol desconocido          | Episodio: «Videojuegos»                     |
| 2019      | 100 Mexicanos Dijieron | Él mismo / Benito Rivers | Episodio: «Vecinos vs. Nosotros los guapos» |
| 2020      | Te doy la vida         | Benito Rangel            | Rol principal, 82 episodios.                |
| 2020-2021 | La mexicana y el güero | Sr. Cruz                 | Invitado, 6 episodios.                      |

### Cine
| Año  | Título                           | Personaje         | Notas        |
| ---- | -------------------------------- | ----------------- | ------------ |
| 2008 | Amor letra por letra             | Gaspar            | Largometraje |
| 2012 | El fantástico mundo de Juan Orol | Juan Orol de niño | Largometraje |

## Premios y nominaciones

### Premios TVyNovelas 2008
| Categoría                | Telenovela          | Resultado | Ref.   |
| ------------------------ | ------------------- | --------- | ------ |
| Mejor actuación infantil | Lola, érase una vez | Ganador   | [ 38 ] |